# برت متیوس
برت متیوس یک نویسنده کومیک و برنامه‌های تلویزیونی اهل آمریکاست. او در برنامه‌های بافی قاتل خون‌آشام‌ها، فرشته و کرم شب تاب دستیار جاس ودون بود. او نویسنده فیلم نامه قسمت قلب خداوند در سریال کرم شب تاب بود. در سال ۲۰۰۴، او نمایش نامه انیمیشن تاریخ ریدیک: خشم تاریک را نوشت.
در بخش کومیک، او در نوشتن کتاب‌های کمیک سریال بی سر و صدایی، به جاس ودون کمک کرده است. در حال حاضر هم در حال نوشتن رنجر تنها می‌باشد. هم چنین کتاب‌های کمیک مرد عنکبوتی، بی باک و ولورین را برای شرکت مارول کامیکس نوشته است.
متیوس در سال ۱۹۹۹ از دانشگاه وسلیان فارغ‌التحصیل شد.
او در حال حاضر در مجموعه خاطرات خون‌آشام کار می‌کند.